# Мера Малера
Мера Малера {\displaystyle M(p)} для многочлена {\displaystyle p(z)} с комплексными коэффициентами определяется как
{\displaystyle M(p)=|a|\prod _{|\alpha _{i}|\geq 1}|\alpha _{i}|=|a|\prod _{i=1}^{n}\max\{1,|\alpha _{i}|\},}
где {\displaystyle p(z)} разлагается в поле комплексных чисел {\displaystyle \mathbb {C} } на множители
{\displaystyle p(z)=a(z-\alpha _{1})(z-\alpha _{2})\cdots (z-\alpha _{n}).}
Меру Малера можно рассматривать как вид функции высоты. Используя формулу Йенсена, можно показать, что эта мера эквивалентна среднему геометрическому чисел {\displaystyle |p(z)|} для {\displaystyle z} на единичной окружности (т.е. {\displaystyle |z|=1}):
{\displaystyle M(p)={\color {Green}\exp }\left({\frac {1}{2\pi }}\int _{0}^{2\pi }{\color {Green}\ln }(|p(e^{i\theta })|)\,d\theta \right).}
В более широком смысле мера Малера для алгебраического числа {\displaystyle \alpha } определяется как мера Малера минимального многочлена от {\displaystyle \alpha } над {\displaystyle \mathbb {Q} }. В частности, если {\displaystyle \alpha } является числом Пизо или числом Салема, то мера Малера равна просто {\displaystyle \alpha }.
Мера Малера названа в честь математика Курта Малера.

## Свойства
- Мера Малера является мультипликативной: {\displaystyle \forall p,q,\,\,M(p\cdot q)=M(p)\cdot M(q),} где {\displaystyle \forall } — квантор всеобщности.
- {\displaystyle M(p)=\lim _{\tau \rightarrow 0}\|p\|_{\tau }}, где среднее степенное {\displaystyle \|p\|_{\tau }=\left({\frac {1}{2\pi }}\int _{0}^{2\pi }|p(e^{i\theta })|^{\tau }\,d\theta \right)^{1/\tau }} является  нормой {\displaystyle L_{\tau }} для многочлена {\displaystyle p} [1].
- (Теорема Кронекера[англ.]) Если {\displaystyle p} является неприводимым нормированным (старший коэффициент — 1) целочисленным многочленом с {\displaystyle M(p)=1}, то либо {\displaystyle p(z)=z}, либо {\displaystyle p} является круговым многочленом.
- (Гипотеза Лемера[англ.]) Если существует константа {\displaystyle \mu >1}, такая, что если {\displaystyle p} является неприводимым целочисленным многочленом, то либо {\displaystyle M(p)=1}, либо {\displaystyle M(p)>\mu }.
- Мера Малера нормированного целого многочлена является числом Перрона.

## Мера Малера от нескольких переменных
Мера Малера {\displaystyle M(p)} для многочлена с несколькими переменными {\displaystyle p(x_{1},\ldots ,x_{n})\in \mathbb {C} [x_{1},\ldots ,x_{n}]} определяется аналогичной формулой.
{\displaystyle M(p)=\exp \left({\frac {1}{(2\pi )^{n}}}\int _{0}^{2\pi }\int _{0}^{2\pi }\cdots \int _{0}^{2\pi }\log {\Bigl (}{\bigl |}p(e^{i\theta _{1}},e^{i\theta _{2}},\ldots ,e^{i\theta _{n}}){\bigr |}{\Bigr )}\,d\theta _{1}\,d\theta _{2}\cdots d\theta _{n}\right).}
Эта мера сохраняет все три свойства меры Малера для многочлена от одной переменной.
Было показано, что в некоторых случаях мера Малера от нескольких переменных связана со специальными значениями дзета-функций и {\displaystyle L}-функций. Например, в 1981 Смит доказал формулы
{\displaystyle m(1+x+y)={\frac {3{\sqrt {3}}}{4\pi }}L(\chi _{-3},2),}
где {\displaystyle L(\chi _{-3},s)} является L-функцией Дирихле, и 
{\displaystyle m(1+x+y+z)={\frac {7}{2\pi ^{2}}}\zeta (3)} ,
где {\displaystyle \zeta } является дзета-функцией Римана. Здесь {\displaystyle m(P)=\log {M(P)}} называется логарифмической мерой Малера.

### Теорема Лоутона
По определению мера Малера рассматривается как интеграл многочлена по тору (см. гипотезу Лемера). Если {\displaystyle p} обращается в ноль на торе {\displaystyle (S^{1})^{n}}, то сходимость интеграла, определяющего {\displaystyle M(p)}, не очевидна, но известно, что {\displaystyle M(p)} сходится и равно пределу меры Малера от одной переменной, что было высказано в виде гипотезы Бойдом.
Пусть {\displaystyle \mathbb {Z} } обозначает целые числа, определим {\displaystyle \mathbb {Z} _{+}^{N}=\{r=(r_{1},\dots ,r_{N})\in \mathbb {Z} ^{N}:r_{j}\geq 0\ {\text{for}}\ 1\leq j\leq N\}}. Если {\displaystyle Q(z_{1},\dots ,z_{N})} является многочленом от {\displaystyle N} переменных и {\displaystyle r=(r_{1},\dots ,r_{N})\in \mathbb {Z} _{+}^{N}}, то пусть многочлен {\displaystyle Q_{r}(z)} от одной переменной определяется как
{\displaystyle Q_{r}(z):=Q(z^{r_{1}},\dots ,z^{r_{N}}),}
а {\displaystyle q(r)} — как
{\displaystyle q(r):={\text{min}}\{H(s):s=(s_{1},\dots ,s_{N})\in \mathbb {Z} ^{N},s\neq (0,\dots ,0)\ {\text{and}}\ \sum _{j=1}^{N}s_{j}r_{j}=0\}},
где {\displaystyle H(s)={\text{max}}\{|s_{j}|:1\leq j\leq N\}}.
Теорема (Лоутона): пусть {\displaystyle Q(z_{1},\dots ,z_{N})} является многочленом от N переменных с комплексными коэффициентами — тогда верен следующий предел (даже если нарушить условие {\displaystyle r_{i}\geq 0}):
{\displaystyle \lim _{q(r)\rightarrow \infty }M(Q_{r})=M(Q)}

### Предложение Бойда
Бойд предложил утверждение, более общее, чем вышеприведённая теорема. Он указал на то, что классическая теорема Кронекера, которая характеризует нормированные многочлены с целыми коэффициентами, корни которых лежат внутри единичного круга, может рассматриваться как описание многочленов одной переменной, мера Малера для которых в точности равна 1, и на то, что этот результат можно распространить на многочлены нескольких переменных.
Пусть расширенный круговой многочлен будет определяться как многочлен вида
{\displaystyle \Psi (z)=z_{1}^{b_{1}}\dots z_{n}^{b_{n}}\Phi _{m}(z_{1}^{v_{1}}\dots z_{n}^{v_{n}}),}
где {\displaystyle \Phi _{m}(z)} — круговой многочлен степени m, {\displaystyle v_{i}} — целые числа, а {\displaystyle b_{i}=\max(0,-v_{i}\deg \Phi _{m})} выбран минимальным, так что {\displaystyle \Psi (z)} является многочленом от {\displaystyle z_{i}}. Пусть {\displaystyle K_{n}} — множество многочленов, являющихся произведением одночленов {\displaystyle \pm z_{1}^{c_{1}}\dots z_{n}^{c_{n}}} и расширенного кругового многочлена. Тогда получается следующая теорема.
Теорема (Бойда): пусть {\displaystyle F(z_{1},\dots ,z_{n})\in \mathbb {Z} [z_{1},\ldots ,z_{n}]} является многочленом с целыми коэффициентами — тогда {\displaystyle M(F)=1,} только когда {\displaystyle F} является элементом {\displaystyle K_{n}}.
Это натолкнуло Бойда на мысль рассмотреть следующие множества: 
{\displaystyle L_{n}:={\bigl \{}m(P(z_{1},\dots ,z_{n})):P\in \mathbb {Z} [z_{1},\dots ,z_{n}]{\bigr \}},}
и объединение {\displaystyle {L}_{\infty }=\bigcup _{n=1}^{\infty }L_{n}}. Он выдвинул более «продвинутую» гипотезу, что множество {\displaystyle {L}_{\infty }} является замкнутым подмножеством {\displaystyle \mathbb {R} }. Из верности этой гипотезы немедленно следует верность гипотезы Лемера, хотя и без явной нижней границы. Поскольку из результата Смита[прояснить] вытекает, что {\displaystyle L_{1}\subsetneqq L_{2}}, Бойд позже высказал гипотезу, что
{\displaystyle L_{1}\subsetneqq L_{2}\subsetneqq L_{3}\subsetneqq \ \cdots \,.}